# Reza Shekari
Reza Shekari (Teheran, 31 maggio 1998) è un calciatore iraniano, attaccante del Sepahan.

## Carriera

### Club
Nel 2015 Shekari si accasa allo Zob Ahan firmando un contratto per tre anni. Debutta in campionato contro il Sepahan, mentre il 4 novembre 2015 segna la prima rete da professionista in una partita di coppa nazionale contro il Persepolis.
Nel maggio 2016 viene invitato dal Basilea per una settimana di allenamenti in Svizzera.
Terminato il contratto rimane svincolato e firma con il FC Rostov.

### Nazionale
Nel biennio 2013-14 viene convocato dalla Iran, con la quale colleziona 8 presenze e cinque reti.
Viene inserito tra i 23 giocatori selezionati dal CT in occasione dei Mondiali di categoria in Corea del Sud. Durante la competizione mette a segno 3 reti.

## Statistiche

### Presenze e reti nei club
Statistiche aggiornate al 30 maggio 2019.
| Stagione        | Squadra         | Campionato      | Campionato | Campionato | Coppe nazionali | Coppe nazionali | Coppe nazionali | Coppe continentali | Coppe continentali | Coppe continentali | Totale   | Totale |
| Stagione        | Squadra         | Comp            | Pres       | Reti       | Comp            | Pres            | Reti            | Comp               | Pres               | Reti               | Presenze | Reti   |
| --------------- | --------------- | --------------- | ---------- | ---------- | --------------- | --------------- | --------------- | ------------------ | ------------------ | ------------------ | -------- | ------ |
| 2015-2016       | Zob Ahan        | AL              | 11         | 0          | CI              | 1               | 1               | ACL                | 1                  | 0                  | 13       | 1      |
| 2016-2017       | Zob Ahan        | AL              | 7          | 0          | CI              | 1               | 1               | -                  | -                  | -                  | 8        | 1      |
| 2017-2018       | Rubin           | PL              | 2          | 0          | CR              | 0               | 0               |                    | -                  | -                  | 2        | 0      |
| 2018-2019       | Rubin           | PL              | 3          | 0          | CR              | 1               | 0               |                    | -                  | -                  | 4        | 0      |
| Totale carriera | Totale carriera | Totale carriera | 23         | 0          |                 | 3               | 2               |                    | 1                  | 0                  | 27       | 2      |

## Palmarès

### Club

#### Competizioni nazionali
- Coppa dell'Iran: 3

Zob Ahan: 2014-2015, 2015-2016
Tractor Sazi: 2019-2020
- Supercoppa dell'Iran: 2

Zob Ahan: 2016
Sepahan: 2024